# Кампу-де-Бештейруш
Кампу-де-Бештейруш (порт. Campo de Besteiros)  —  район (фрегезия) в Португалии,  входит в округ Визеу. Является составной частью муниципалитета  Тондела. Находится в составе крупной городской агломерации Большое Визеу. По старому административному делению входил в провинцию Бейра-Алта. Входит в экономико-статистический  субрегион Дан-Лафойнш, который входит в Центральный регион. Население составляет 1379 человек на 2001 год. Занимает площадь 7,90 км².
Покровителем района считается Святая Евлалия (порт. S. Eulália). 